# Pulsoximeter

Pulsoximeter används ofta i sjukvården.

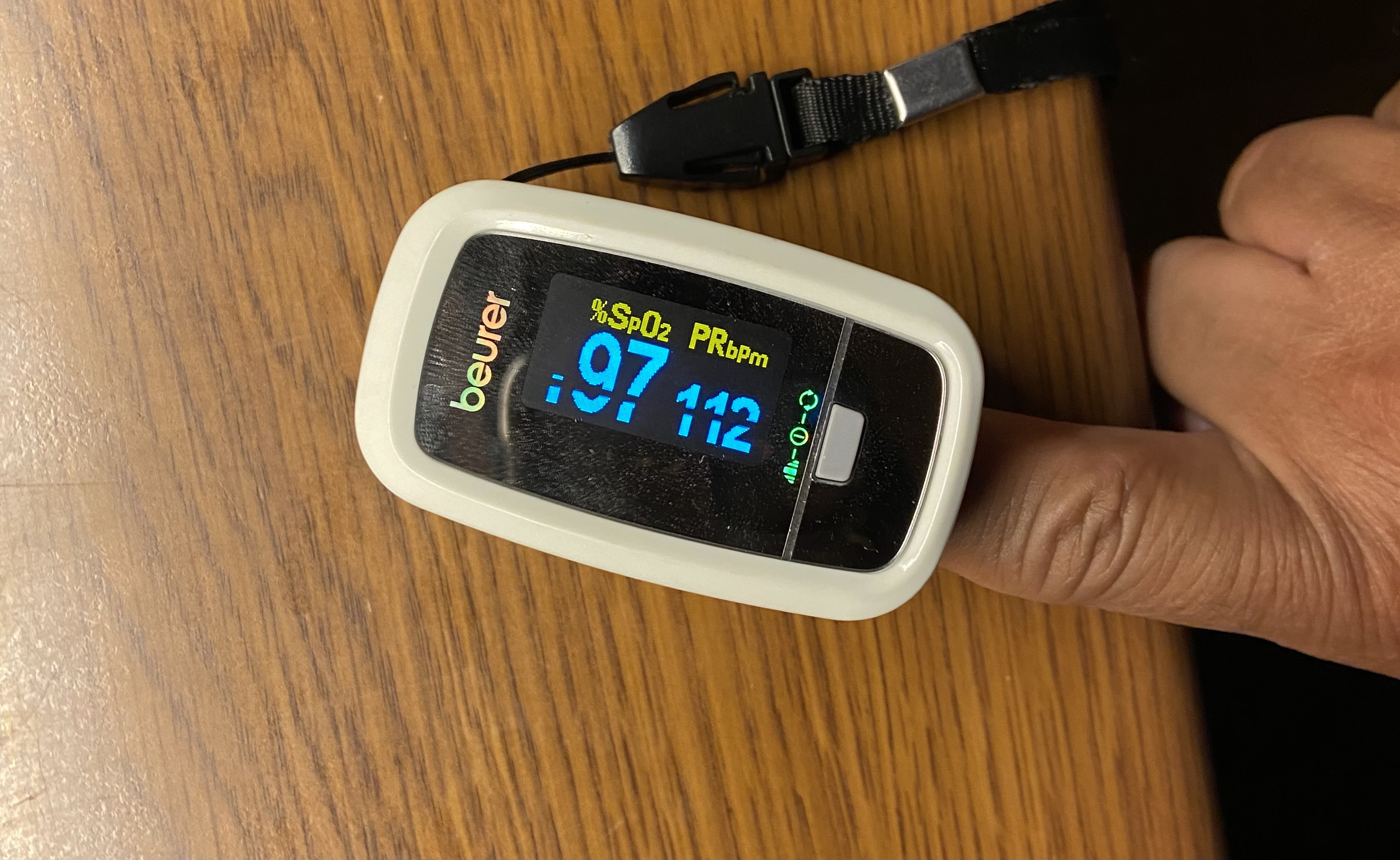
Pulsoximeter på finger som visar 97% syre och en puls på 112 slag/ minut. En normal saturation hos en frisk vuxen person ska ligga på mellan 96 och 100% för att inte anses vara patogent.

En pulsoximeter är ett medicinskt mätinstrument som används vid mätning av syremättnaden i blodet. Mätningen kallas för pulsoximetri och är en noninvasiv metod som genomlyser en kroppsdel för att räkna ut syremättnaden. De flesta moderna pulsoximetrar mäter förutom personens syremättnad (saturation) även personens puls  En normal saturation ska ligga mellan 96 och 100 procent hos en normal frisk vuxen person.

## Funktion

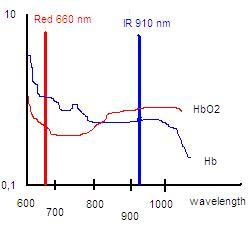
Ljusets absorption av hemoglobin.

Konformationsändring hos hemoglobin, som växlar mellan oxyhemoglobin (med syrgas bundet) och deoxyhemoglobin (utan syrgas bundet). Strukturskillnaden gör att molekylerna absorberar olika mycket ljus vid olika våglängder.

Pulsoximetern sätts på en kroppsdel: örat, en tå, näsan eller den vanligaste, på ett finger. Där genomlyser två lysdioder kroppsdelen med två olika våglängder av ljus, rött (660 nanometer) och infrarött (940 nanometer). Dioderna blinkar cirka 30 gånger per sekund, det vill säga de har frekvensen 30 Hz. Ljussignalerna fångas upp av en mottagare på baksidan och kompensation görs av mottagaren för kringljus som stör mätvärdet. Därefter jämför pulsoximetern hur mycket ljus av de olika våglängderna som absorberats vid pulsslag och mellan pulsslag. Då kan den räkna bort den absorption som sker av vävnaden och det venösa blodet som man mäter över, och kvar blir bara hur mycket ljus som har absorberats av det pulserande blodet. Det är det pulserande, artäriella blodet som är syreberikat och som är intressant för syremättnaden. Med hjälp av två fysikaliska lagar kan man sedan räkna ut syremättnaden, Beers lag och Lamberts lag. Det är inte själva syret man mäter utan koncentrationerna av oxyhemoglobin och deoxyhemoglobin, det vill säga hemoglobinet med bundet syre och det som har plats för mer syre

## Användningsområden
Pulsoximetern används vid patientövervakning för att få en indikation på syremättnaden (saturationen) och om den förändras. Den kan även användas av personer som lider av obstruktiva lungsjukdomar, exempelvis KOL och kronisk bronkit, i hemmet för att de skall kunna övervaka sig själva och i neonatalvård. Pulsoximeterna är  även ett viktigt medicinskt hjälpmedel inom akutsjukvården där den används för att bedöma en persons vitalparametrar som är viktiga mätvärden för att kunna triagera patienten till rätt vårdnivå och få en snabb överblick över patientens mående.
Inom olika former av höghöjdsaktiviteter har pulsoximetern visat sig värdefull för att minska risken för olyckor. Det gäller både inom höghöjdsträning och när man flyger på hög höjd utan tryckkompensation i flygplanet

## Artefakter
Det finns en del mätfel som kan uppstå vid användning, så kallade artefakter. Pulsoximetern kan lossna lite från fingret så att den inte ger korrekt utslag. Samma mätfel blir det om ljus från kringliggande ljuskällor registreras av mottagaren, men på moderna apparater har man lyckats kompensera för det.
Eftersom patienter har olika storlek måste man vara noga med att välja en oximeter som passar. En neonatalpatient måste ha en annan apparat än en vuxen person. Det finns även sjukdomar som påverkar mätvärdet, exempelvis dålig cirkulation vid mätpunkten. 
Kolmonoxid binder bättre än syre till hemoglobinet och bildar karboxihemoglobin. Om det förekommer visar mätaren för hög syremättnad eftersom den inte kan skilja mellan de molekyler som har bundit till hemoglobinet. En liknande effekt kan förekomma patienten har myeloisk leukemi.
Nagellack och lösnaglar kan också påverka mätvärdet eftersom dessa kan absorbera ljus, liksom färgämnen som sprutas in i blodet vid läkarundersökningar. Kalla fingrar kan också påverka mätningen negativt. 
Om pulsoximetern är i närheten av utrustning med elektromagnetiska källor eller en datortomograf kan det resultera i felaktiga mätvärden.